# Spydeberg
Spydeberg este o comună din provincia Østfold, Norvegia.